# Montferrand-la-Fare
Montferrand-la-Fare ist ein Ort und eine französische Gemeinde mit 27 Einwohnern (Stand 1. Januar 2022) im Département Drôme in der Region Auvergne-Rhône-Alpes (vor 2016 Rhône-Alpes). Sie gehört zum Arrondissement Nyons und zum Kanton Nyons et Baronnies.

## Lage
Montferrand-la-Fare liegt etwa 80 Kilometer südöstlich von Valence im Regionalen Naturpark Baronnies Provençales. Umgeben wird Montferrand-la-Fare von den Nachbargemeinden Rosans im Norden, Saint-André-de-Rosans im Nordosten, Roussieux im Osten und Südosten, Saint-Auban-sur-l’Ouvèze im Süden sowie Lemps im Westen.

## Bevölkerungsentwicklung
| Jahr                       | 1962 | 1968 | 1975 | 1982 | 1990 | 1999 | 2006 | 2013 | 2019 |
| -------------------------- | ---- | ---- | ---- | ---- | ---- | ---- | ---- | ---- | ---- |
| Einwohner                  | 37   | 40   | 46   | 35   | 32   | 46   | 50   | 34   | 28   |
| Quellen: Cassini und INSEE |      |      |      |      |      |      |      |      |      |

## Sehenswürdigkeiten

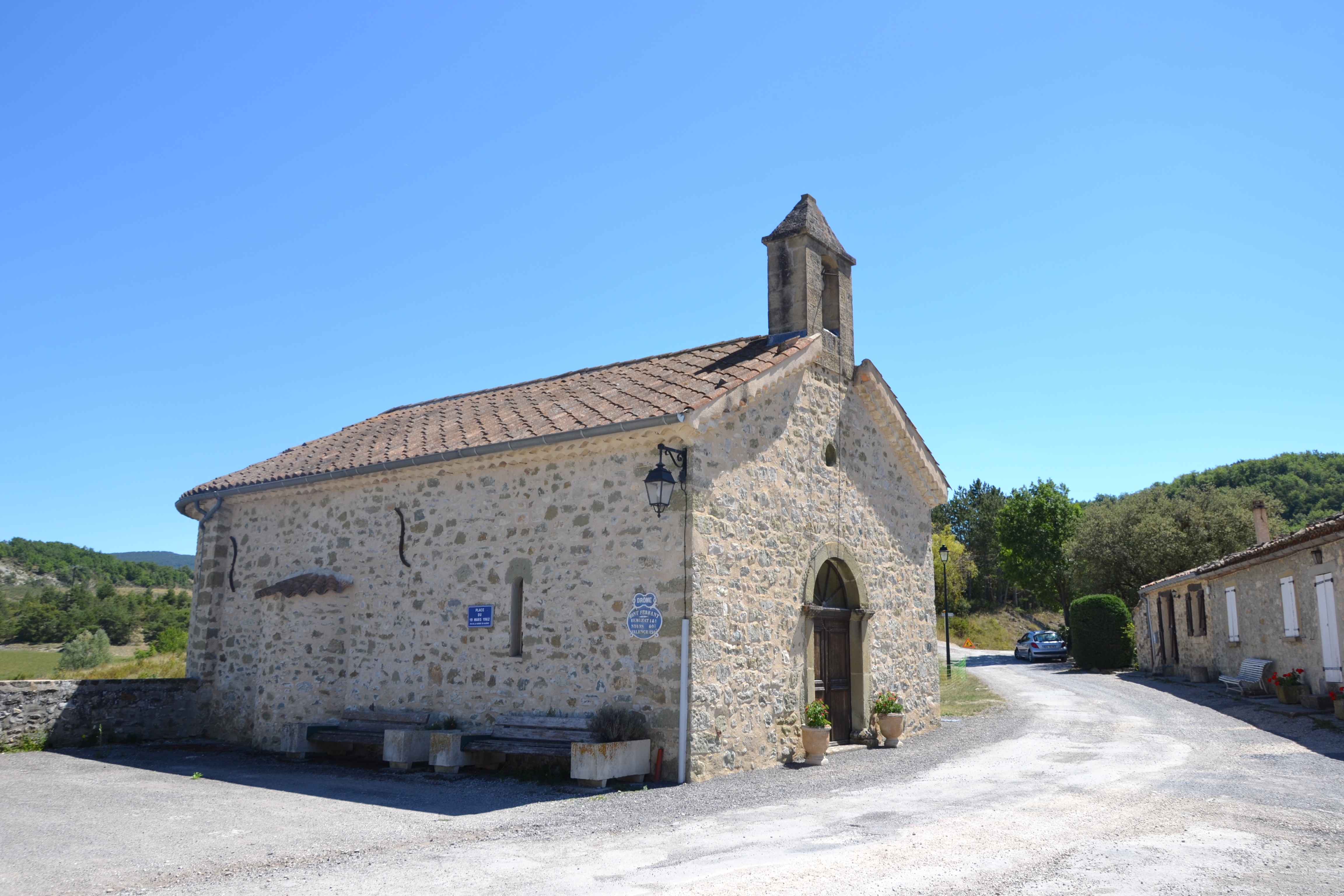
Kirche Notre-Dame-de-Pitié

- Kirche Notre-Dame-de-Pitié